# Un mensaje a García

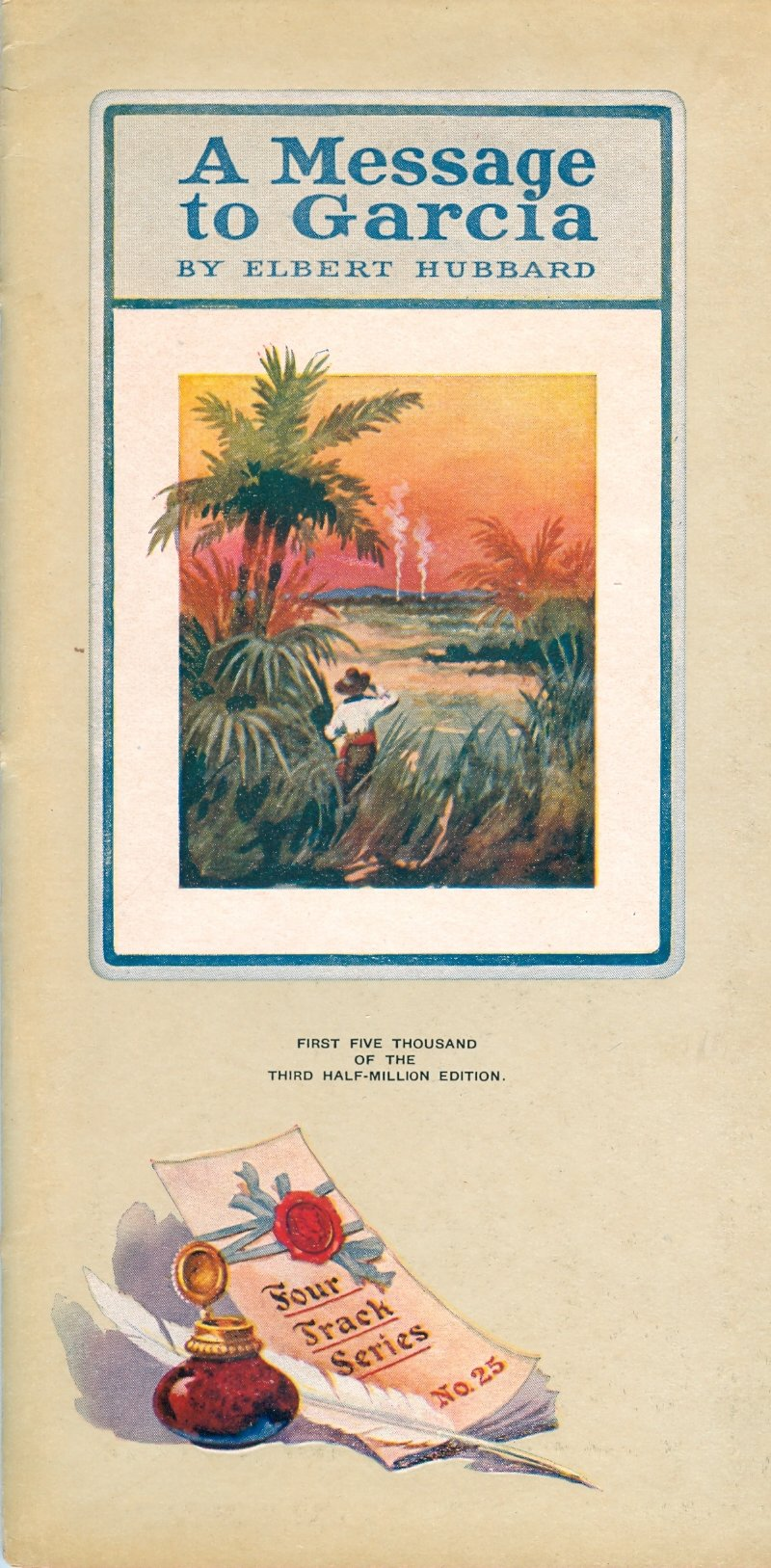
A Message to Garcia

Un mensaje a García es un ensayo de amplia distribución escrito por Elbert Hubbard en 1899, que expresa el valor de la iniciativa individual y la conciencia en el trabajo. El ejemplo principal del ensayo es una versión dramatizada de una atrevida aventura realizada por un soldado estadounidense, el primer teniente Andrew S. Rowan, justo antes de la guerra hispano-estadounidense. El ensayo describe a Rowan llevando un mensaje del presidente William McKinley al "General Calixto García, un líder de los insurgentes cubanos en algún lugar de las fortalezas montañosas de Cuba, nadie sabía dónde". El ensayo contrasta el esfuerzo autodirigido de Rowan con "la imbecilidad del hombre promedio: la incapacidad o falta de voluntad para concentrarse en una cosa y hacerla".

## Resumen del libro
Este texto es un resumen del ensayo “Mensaje a García” de Elbert Hubbard. El ensayo narra la historia de un hombre llamado Rowan, quien tiene la importante misión de entregar un mensaje del Presidente de Estados Unidos, McKinley, al luchador por la libertad García, escondido en los densos bosques de Cuba, que en ese momento era una colonia de España. Rowan completa su tarea con gran determinación y enfoque, sin quejarse ni pedir ayuda. El texto destaca el valor de individuos diligentes y autosuficientes como Rowan en el mundo de los negocios y en la vida en general. Hubbard critica la falta de atención, insuficiencia y falta de cooperación que a menudo encuentran los trabajadores y gerentes, y señala que los empleadores buscan personas comprometidas con su trabajo, responsables y capaces de trabajar de manera independiente. El texto subraya la importancia de la autodisciplina y la iniciativa personal para el éxito en el trabajo y la vida privada. 